# Stephen Marlowe
Stephen Marlowe (geboren als Milton Lesser am 7. August 1928 in New York City; gestorben am 22. Februar 2008 in Williamsburg, Virginia) war ein amerikanischer Schriftsteller. Er schrieb sowohl unter seinem Geburtsnamen wie auch unter verschiedenen Pseudonymen – neben Stephen Marlowe verwendete er unter anderen Adam Chase, Andrew Frazer, Jason Ridgeway und C. H. Thames – Abenteuer-, Kriminal- und Science-Fiction-Erzählungen.

## Leben
Lesser war der Sohn von Norman Lesser, einem Broker, und von Sylvia Lesser, geborene Price. Er studierte Philosophie am College of William & Mary in Williamsburg, Virginia, wo er 1949 mit dem Bachelor abschloss. Danach arbeitete er bis 1950 bei der Scott Meredith Literary Agency. Seit 1954 war er freier Schriftsteller.
1950 heiratete er Leigh Lang, von der er 1962 wieder geschieden wurde. In zweiter Ehe war er verheiratet mit Ann Humbert, mit der er zwei Töchter hatte. 1950 ließ er seinen gesetzlichen Namen auf Stephen Marlowe ändern.

## Werk
Seine erste Veröffentlichung war die SF-Kurzgeschichte All Heroes are Hated!, die 1950 in Amazing erschien. Seine Science-Fiction-Erzählungen erschienen vorwiegend in den Pulp-Magazinen von Ziff Davis. 1952 erschien ein erster SF-Roman Earthbound, in dem ein junger Weltraumkadett zu Unrecht von der Solar Academy ausgeschlossen wird und dazu verleitet wird, sich mit Raumpiraten einzulassen. Die Science-Fiction-Erzählungen erschienen meist mit Milton Lesser als Autor und richteten sich an ein jugendliches Publikum. Man hat seinen SF-Arbeiten, die überwiegend aus den ersten Jahren seiner Schriftstellerlaufbahn stammen, attestiert, dass sie zwar reich an Action sind, aber wenig Sorgfalt beim Handlungsaufbau zeigen und insgesamt recht konventionell seien.
Bekannt ist Marlowe vor allem für seine Thriller und Spionageromane und hier insbesondere durch die Serie mit dem Protagonisten Chester Drum. Die Romane The Summit (1970), Colossus (1972) und The Man with No Shadow (1974) gelten als Marlowes erfolgreichste Werke. Er war zeitweise Mitglied des Vorstands der Mystery Writers of America und wurde 1997 von den Private Eye Writers of America für sein Lebenswerk ausgezeichnet.
Nachdem er von der SF zum Genre der Detektiv- und Spionageromane gewechselt war, wandte er sich in seinen letzten Jahren der fiktiven Autobiographie zu, womit er schließlich auch in der literarischen Welt Anerkennung fand. 1988 erhielt er für The Memoirs of Christopher Columbus (deutsch: Die Memoiren des Christoph Kolumbus) den französischen Prix Gutenberg du Livre.

## Bibliografie

### Serien
Die Serien sind nach dem Erscheinungsjahr des ersten Teils geordnet.
John Hastings (Kurzgeschichtenserie, als Milton Lesser)
- Secret of the Black Planet (1952)
- Son of the Black Chalice (1952)

Johnny Mayhem (Kurzgeschichtenserie, als C. H. Thames)
- My Name Is Mayhem (1955)
- They Sent a Boy (1955)
- The Burning Man (1956)
- Magellan Was a Piker (1956)
- This Planet Is Mine (1956)
- A Place in the Sun (1956)
- Think Yourself to Death (1957)
- Get Out of My World (1957, auch als Darius John Granger)
- A Coward Named Mayhem (1958)
- Mayhem Enslaved (1958)
- World Beyond Pluto (1958)
- Johnny Mayhem (2013, Sammlung)

Chester Drum Mystery (Romanserie, als Stephen Marlowe)
- The Second Longest Night (1955)
  - Deutsch: Die zweitlängste Nacht. Pabel-Kriminal-Romane #96, 1960.
- Trouble Is My Name (1957)
- Killers Are My Meat (1957)
  - Deutsch: Mörder sind meine Beute. Pabel-Kriminal-Romane #90, 1960.
- Violence is My Business (1958)
  - Deutsch: Gewalt ist mein Geschäft. Pabel-Kriminal-Romane #88, 1960.
- Drum Beat (1960, Kurzgeschichte)
- Danger Is My Line (1960)
  - Deutsch: Die Gefahr ist mein Begleiter. Pabel-Kriminal-Romane #98, 1960.
- Francesca (1963)
- Drum Beat–Berlin (1964)
- Drum Beat–Dominique (1965)
  - Deutsch: Mord an einem Toten. Loh (Erotic-Thriller #16), Grosshansdorf b. Hamburg 1969.
- Drum Beat–Madrid (1966)
  - Deutsch: Abenteuer in Spanien. Desch (Die Mitternachtsbücher #389); 1968.
- Drum Beat–Erica (1967)
  - Deutsch: Mord gefällig? Loh (Top-Thriller #204), Grosshansdorf b. Hamburg 1970.
- Drum Beat–Marianne (1968)
  - Deutsch: Geheimakte, spanisches Gold. Desch (Die Mitternachtsbücher #434), 1969.

### Romane
als Milton Lesser (vorwiegend SF)
- Earthbound (1952)
- The Star Seekers (1953)
  - Deutsch: Die Weltensucher. Moewig (Terra #475), 1966.
- The Golden Ape (1959, auch als Adam Chase)
  - Deutsch: Der weiße Gott. Moewig (Terra #180), 1961.
- Recruit for Andromeda (1959)
  - Deutsch: Verpflichtet für das Niemandsland. Moewig (Terra Sonderband #27), 1960.
- Stadium Beyond the Stars (1960)
- Spacemen Go Home (1961)
- Lost Worlds and the Men Who Found Them (1962, Jugendbuch)
- Walt Disney’s Strange Animals of Australia (1963, Jugendbuch)
- The Lighthouse at the End of the World (1995)

als Stephen Marlowe (vorwiegend Thriller)
- Catch the Brass Ring (1954)
- Turn Left for Murder (1955)
- Model for Murder (1955)
  - Deutsch: In letzter Sekunde. Übersetzt von Helmut u. Edith Bittner. Lehning (Partner-Buch #41), Hannover 1955.
- Dead on Arrival (1956)
  - Deutsch: Bei Ankunft Mord. Pabel Kriminal-Romane #37, 1959.
- Mecca for Murder (1956)
  - Deutsch: Mein Weg nach Mecca. Pabel-Kriminal-Romane #101, 1960.
- Violence Is Golden (1956)
- Murder Is My Dish (1957)
  - Deutsch: Der Tod ist mein Partner. Pabel-Kriminal-Romane #94, 1960.
- Terror Is My Trade (1958)
  - Deutsch: Schmuggler haben keine Freunde. Pabel-Kriminal-Romane #104, 1960.
- Blonde Bait (1959)
- Double in Trouble (1959, mit Richard S. Prather)
- Find Eileen Hardin—Alive! (1959, als Andrew Frazer)
- Passport to Peril (1959)
- Homicide Is My Game (1959)
  - Deutsch: Das Schicksal mischt die Karten. Pabel-Kriminal-Romane #108, 1961.
- Death Is My Comrade (1960)
- The Fall of Marty Moon (1960, als Andrew Frazer)
  - Deutsch: Der Fall Marty Moon. Desch (Die Mitternachtsbücher #373), 1968.
- Peril Is My Pay (1960)
- Dead Man’s Tale (1961, als Ellery Queen)
- Manhunt Is My Mission (1961)
- Jeopardy Is My Job (1962)
  - Deutsch: Leiche in bester Gesellschaft. Loh (Top-Thriller #203), Grosshansdorf b. Hamburg 1970.
- Blood Is My Brother (1963, als C. H. Thames)
- The Shining (1963)
- The Search for Bruno Heidler (1966)
- Come Over, Red Rover (1968)
- The Summit (1970)
  - Deutsch: Als Bogutin die Stadt verliess. Übersetzt von Karin Kaiser. Molden, 1970, ISBN 3-217-00323-3. Auch Bastei Lübbe #11088, 1975.
- Colossus (1972)
- The Man with No Shadow (1974)
- The Cawthorn Journals (1975)
- Translation (1976)
  - Deutsch: Die Stadt und der Fluch. Horror-Roman. Übersetzt von Ingrid Rothmann. Bastei Lübbe #70017, 1979, ISBN 3-404-01420-0.
- The Valkyrie Encounter (1978)
- 1956 (1981)
- Deborah’s Legacy (1983)
- The Memoirs of Christopher Columbus (1987)
  - Deutsch: Die Memoiren des Christoph Kolumbus. Übersetzt von Irene Rumler. Wunderlich, 1990, ISBN 3-8052-0464-7. Auch als Rororo #13241, 1993, ISBN 3-499-13241-9.
- The Death and Life of Miguel De Cervantes (1991)
  - Deutsch: Ritter des Zufalls : Tod und Leben des Miguel de Cervantes. Übersetzt von Michael Hofmann. Kindler, 1992, ISBN 3-463-40177-0. Auch als Knaur #63034, 1994, ISBN 3-426-63034-6.

als Jason Ridgway
- West Side Jungle (1958)
- Adam’s Fall (1960)
  - Deutsch: Adams Fall. Übersetzt von Peter Th. Clemens. Goldmanns Taschen-Krimi #1125, 1962.
- People in Glass Houses (1961)
- Hardly a Man is Now Alive (1962)
  - Deutsch: Das seltsame Sanatorium. Übersetzt von Peter Th. Clemens. Goldmanns Taschen-Krimi #1158, 1963.
- The Treasure of the Cosa Nostra (1966)
  - Deutsch: Schweig oder stirb. Goldmann-Taschenkrimi #3011, 1967.

### Kurzgeschichten
Sammlungen
- Secret of the Black Planet (1965)
- “A” as in Android and Other Tales (2013)
- The Iron Virgin and Other Stories (2013)
- Forever We Die! and Other Stories (2014)

SF-Kurzgeschichten
- All Heroes Are Hated! (1950)
- Who’s That Knocking at My Door? (1950, als S. M. Tenneshaw)
- It’s Raining Frogs! (1950)
- When Flame Globes Dance (1951)
- Gordak’s Cargo (1951)
- Trans-Plutonian (1951)
- “A” as in Android (1951)
  - Deutsch: „A“ wie Androide. In: Ivan Howard (Hrsg.): Der Mensch und das Universum und andere Stories. Moewig (Terra #551), 1968.
- The Circle (1951)
- Pen Pal (1951)
- From Hidden Worlds (1951)
- The Sense of Wonder (1951)
- Forty Days Has September (1951)
- You Take the High Road (1951, als Stephen Marlowe)
- Anything Your Heart Desires (1951, als Stephen Marlowe)
- Fugue (1951, als Stephen Marlowe)
- The Old Way (1951)
- Voices in the Void (1951)
- Somewhere I’ll Find You! (1951)
  - Deutsch: Jagd durch die Welten. Pabel-Utopia-Zukunftsromane #468, 1965.
- The Impossible Weapon (1952)
- The Last Revolution (1952, als Stephen Marlowe)
- “What’s on Your Mind?” (1952)
- Ordeal on Syrtis (1952)
- Black Eyes and the Daily Grind (1952)
- He Fell Among Thieves (1952)
- Ride the Crepe Ring (1952)
- Jungle in the Sky (1952)
- Resurrection Seven (1952, als Stephen Marlowe)
- Rules of the Game (1952)
- Ask a Foolish Question (1952)
- The Lion’s Mouth (1952)
- The One and the Many (1952)
- All Flesh Is Brass (1952)
- Wild Talents, Inc. (1952)
- Ennui (1952)
- Make Way for Your Corpse (1952)
- Exterran (1953)
- Come Blow Your Horn! (1953)
- Earthsmith (1953)
- Crack of Doom (1953)
- The Agent (1953, als Stephen Marlowe)
- The Idols of Wuld (1953)
- Finders Keepers (1953)
- Picnic (1953)
- Tourist on Minotaur Moon (1953)
- Voyage to Eternity (1953)
- Halt the Blue Star’s Rising (1953)
- World Without Glamor (1953)
- The Irrationals (1953)
- Tyrants of Time (1954)
- Pariah (1954)
- Give Away (1954)
- Slaves to the Metal Horde (1954)
- You Can Live Forever (1954)
- Double or Something (1954)
- Intruder on the Rim (1954, auch als Operation Zero)
- Cosmic Appetite (1954)
- Dead on Departure (1954)
- Quickie (1954)
- Sell It to Satan (1954)
- A Cold Night for Crying (1954)
- Revolt of the Outworlds (1954)
- No Way Out (1955, als Christopher Thames)
- The Dictator (1955)
- The Double Occupation (1955)
- No-Risk Planet (1955)
- The Rusted Jungle (1955)
- Bye Bye, Mindy (1955)
- The Big Bluff (1955)
- The Eye and I (1955, als C. H. Thames)
- King of the Black Sunrise (1955)
- The Killer Within (1955, als C. H. Thames)
- But the Planet Died (1955, als C. H. Thames)
- Newshound (1955)
- He Ran All the Way (1955)
- Farewell, Mr. Ridley (1955)
- No Place to Live (1955)
- Es Percipi (1955, als Stephen Marlowe)
- Between Two Worlds (1955)
- He Took What He Wanted (1955, als C. H. Thames)
- Ladies in Waiting (1955, als Darius John Granger)
- The Poison Pen (1955)
- A Day for Battle (1956, als C. H. Thames)
- Code of the Bluster World (1956)
- The Girl from Nowhere (1956, als Darius John Granger)
- Better Change Your Mind (1956, als C. H. Thames)
- Stop, You’re Killing Me! (1956, als Darius John Granger)
- The Cosmic Snare (1956)
- No Place for an Earthman (1956, als C. H. Thames)
- The Iron Virgin (1956, als C. H. Thames)
- Through a Glass Darkly (1956)
- Meet Miss Solar System (1956)
- Prison of a Billion Years (1956, als C. H. Thames)
- The Graveyard of Space (1956)
- The Hero (1956)
- A Town for Mr. Sntzl (1956, als Stephen Wilder)
- Gateway to Infinity (1956, als Darius John Granger)
- Intruder from the Void (1956)
- The Final Quarry (1956, als Adam Chase)
- The Girl Who Hated Air (1956)
- The Ivory Tower (1956)
- All Good Men (1956)
- Everybody’s Watching You (1956, als C. H. Thames)
- Planet of Doom (1956, als C. H. Thames)
- The Thing from Underneath (1956)
- Field Trip (1956, als Darius John Granger)
- The Man Without a Planet (1956, als Adam Chase)
- Forever We Die! (1956, als C. H. Thames)
- We Run from the Hunted! (1956, als Darius John Granger)
- A World Called Crimson (1956, als Darius John Granger)
- Operation Disaster (1956, als Darius John Granger)
- Social Climber (1956)
- The Music of the Spheres (1956)
- You’ll Go Mad on Mars! (1956, als C. H. Thames)
- An Eye for the Ladies (1956, als Darius John Granger)
- Centauri Vengeance (1956, als Darius John Granger)
- My Shipmate – Columbus (1956, als Stephen Wilder)
- Summer Snow Storm (1956, als Adam Chase)
- The Passionate Pitchman (1956, als Stephen Wilder)
- World of the Hunter (1956, als C. H. Thames)
- Microscopic Nightmare (1956, als C. H. Thames)
- The Valiant Die Hard! (1956, als Adam Chase)
- Chance of a Lifetime (1956)
- My Sweetheart’s the Man in the Moon (1956)
- Revolt of the Brains (1956, als C. H. Thames)
- The Thing in the Truck (1956, als Darius John Granger)
- The New World to Conquer (1957, als Adam Chase)
- The Enemy Within (1957, als Darius John Granger)
- Home Is Where You Left It (1957, als Adam Chase)
- Legs on Olympus (1957, als Adam Chase)
- Time Out (1957, als Darius John Granger)
- Disaster Revisited (1957, als Darius John Granger)
- Quest of the Golden Ape (1957, mit Paul W. Fairman)
- The Early Bird (1957)
- School for Conquerors (1957, als Adam Chase)
- He Fired His Boss (1957, als Darius John Granger)
- Name Your Tiger (1957)
  - Deutsch: Gesichter der Angst. In: Walter Spiegl (Hrsg.): Science-Fiction-Stories 34. Ullstein 2000 #63 (3029), 1973, ISBN 3-548-03029-7.
- So You Want to be President (1957, als Adam Chase)
- The Earthman (1957)
- The Man Who Made His Dreams Come True (1957, als C. H. Thames)
- Winged Planet (1957, als Adam Chase)
- Deadly Honeymoon (1957, als Adam Chase)
- Gods Also Die (1957, als Darius John Granger)
- His Touch Turned Stone to Flesh (1957, als Adam Chase)
- The Exquisite Nudes (1957, als Adam Chase)
- Do It Yourself (1957)
- The Lady Had Wings (1957, als Darius John Granger)
- Blonde Cargo (1958, als Adam Chase)
- Excitement for Sale (1958, als Stephen Wilder)
- Drumbeat (1958, als Adam Chase)
- The Space Breed (1958, als Adam Chase)
- The Man Who Would Not Die (1958, als Darius John Granger)
- The Shill (1958, als Stephen Marlowe)
- The Most Important Man in the World (1959, als Darius John Granger)
- Divvy Up (1960, als Milt Lesser)